# Луций Волузий Сатурнин (консул 12 пр.н.е.)
Вижте пояснителната страница за други личности с името Луций Волузий Сатурнин.
Луций Волузий Сатурнин (на латински: Lucius Volusius Saturninus; * 60 пр.н.е.; † 20 г.) е политик и сенатор на ранната Римска империя.

## Биография
Произлиза от старата преторска фамилия Волузии. Баща му е Квинт Волузий, който е префект в Киликия и служел на Цицерон. Неговата сестра Волузия Сатурнина е майка на Лолия Павлина, която е третата съпруга на Калигула и на Лолия Сатурнина, която е съпруга на Децим Валерий Азиатик (консул 35 и 46 г.). Двете сестри са прочути с красотата и грацията си.
През 12 пр.н.е. Сатурнин е суфектконсул. Между 11 пр.н.е. и 2 г. (може би 7/6 пр.н.е.) Сатурнин е проконсул на провинция Африка, след това през 4/5 г. е легат на провинция Сирия.

## Фамилия
Сатурнин е женен за Нония Пола, която е от фамилията Нонии, клон Нонии Аспренат, и е близка роднина на Тиберий. Баща е на Луций Волузий Сатурнин, който е суфектконсул през 3 г. и се ползвал с много добро име.